# Eurith D. Rivers

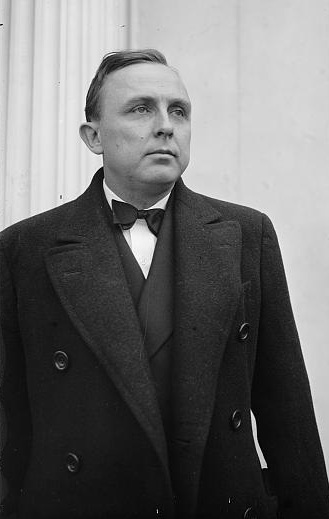
Eurith D. Rivers

Eurith Dickenson Rivers (* 5. Dezember 1895 in Center Point, Prairie County, Arkansas; † 11. Juni 1967 in Atlanta, Georgia) war ein US-amerikanischer Politiker (Demokratische Partei) und von 1937 bis 1941 Gouverneur von Georgia.

## Frühe Jahre und politischer Aufstieg
Eurith Rivers studierte in Illinois Jura und machte 1923 seinen Abschluss. Dann ließ er sich in Cairo im Grady County (Georgia) nieder und wurde Friedensrichter und Bezirksstaatsanwalt. Anschließend zog er nach Milltown (das heutige Lakewood) und gab eine regionale Zeitung heraus. Bald stieg er auch politisch auf. Schon 1924 wurde er in das Repräsentantenhaus von Georgia gewählt. 1926 schaffte er den Sprung in den Staatssenat. Wie viele Politiker aus dem ländlichen Georgia jener Zeit war auch Rivers aktives Mitglied des Ku-Klux-Klans. Trotzdem setzte er sich als Politiker für die Belange der armen Farmer ein und unterstützte Bundesprogramme in dieser Richtung. So setzte er sich auch für Präsident Roosevelts New Deal ein, während der amtierende Gouverneur Eugene Talmadge diesen ablehnte. Als 1936 Talmadge aufgrund einer Verfassungsklausel nicht zum dritten Mal in Folge als Gouverneur kandidieren konnte, ergriff Rivers – zu dieser Zeit wieder im Repräsentantenhaus von Georgia und dort als Speaker fungierend – die Gelegenheit und kandidierte seinerseits.

## Gouverneur von Georgia
Als Gouverneur schuf er die politischen Voraussetzungen für Bundeszuschüsse für die elektrische Erschließung des ländlichen Raums und den öffentlichen Wohnungsbau. Sein Vorgänger hatte dies strikt abgelehnt. Am Ende seiner zweiten Amtszeit 1940 hatte er allein für die Elektrifizierung 17 Millionen Dollar aus Bundesmitteln bekommen. Außerdem legte Rivers auch ein eigenes Programm zur Überwindung der Depression auf. Er reformierte das Gesundheits- und Gefängniswesen. Am meisten investierte er in die Ausbildung. Die Ausgaben für diesen Zweck stiegen von 29 Millionen Dollar unter seinem Vorgänger auf 49 Millionen in seiner Amtszeit. Das schloss erhöhte Gehälter für Lehrer ebenso ein, wie freie Lernmittel. All diese Reformen haben jedoch den Rassismus jener Zeit nicht beseitigt (was Rivers als Ku-Klux-Klan-Mitglied auch kaum beabsichtigt hatte). Allerdings kamen einige der Reformen, wenn auch abgeschwächt, auch den schwarzen Einwohnern des Staates zugute.
In seiner zweiten Amtszeit zeigten sich jedoch die negativen Aspekte seiner Reformen. So konnten im Herbst 1939 die Gehälter für die Lehrer nicht mehr bezahlt werden. Das Parlament lehnte Steuererhöhungen ab und Rivers versuchte durch interne Umschichtungen innerhalb des Haushalts die nötigen Gelder aufzubringen. Dabei geriet er mit seinem Verkehrsminister in Konflikt, der Kürzungen in seinem Ressort ablehnte. Der Fall ging schließlich vor Gericht, das am Ende die Umbuchungen genehmigte. Die zwischenzeitlich ziemlich heftige Auseinandersetzung mit dem Minister hatte dem Ansehen des Gouverneurs und seiner Politik aber schweren Schaden zugefügt. Hinzu kamen noch Korruptionsvorwürfe gegen vier Mitglieder seiner Regierung, von denen zwei verurteilt wurden. 1942, nach Ablauf seiner Amtszeit, wurde auch Rivers wegen verschiedener Korruptionsfälle angeklagt, aber nicht verurteilt. Unabhängig von diesen Problemen konnte er 1940 ohnehin aufgrund der Verfassungsvorgabe nicht wiedergewählt werden. Statt seiner wurde sein alter Gegner Eugene Talmadge gewählt.

## Lebensabend und Tod
1946 unternahm er einen letzten vergeblichen Versuch, noch einmal zum Gouverneur gewählt zu werden. Er widmete sich nun seinen privaten Interessen und wurde ein erfolgreicher Geschäftsmann, der zum Zeitpunkt seines Todes im Jahre 1967 Eigentümer von mehreren Rundfunksendern war.